# Walter Dalgal
Walter Dalgal (Charleroi, 24 juni 1954) is een voormalig Belgisch-Italiaanse wielrenner, die professioneel actief was van 1976 tot 1989.
Hij won als beroepsrenner 17 wedstrijden waaronder de GP van Wallonië in 1981 en de Druivenkoers Overijse in 1983.

## Resultaten in voornaamste wedstrijden
| Jaar | Ronde van Italië | Ronde van Frankrijk | Ronde van Spanje |
| ---- | ---------------- | ------------------- | ---------------- |
| 1978 |                  |                     | uitgesloten      |
| 1979 |                  |                     |                  |
| 1983 |                  |                     |                  |
| 1984 |                  |                     | 71e              |
| 1985 | 96e              |                     |                  |

| Jaar | Milaan-San Remo | Ronde van Vlaanderen |
| ---- | --------------- | -------------------- |
| 1978 |                 |                      |
| 1979 |                 | 22e                  |
| 1983 | 22e             |                      |
| 1984 |                 |                      |
| 1985 |                 |                      |